# St. Ulrich (Weichenberg)

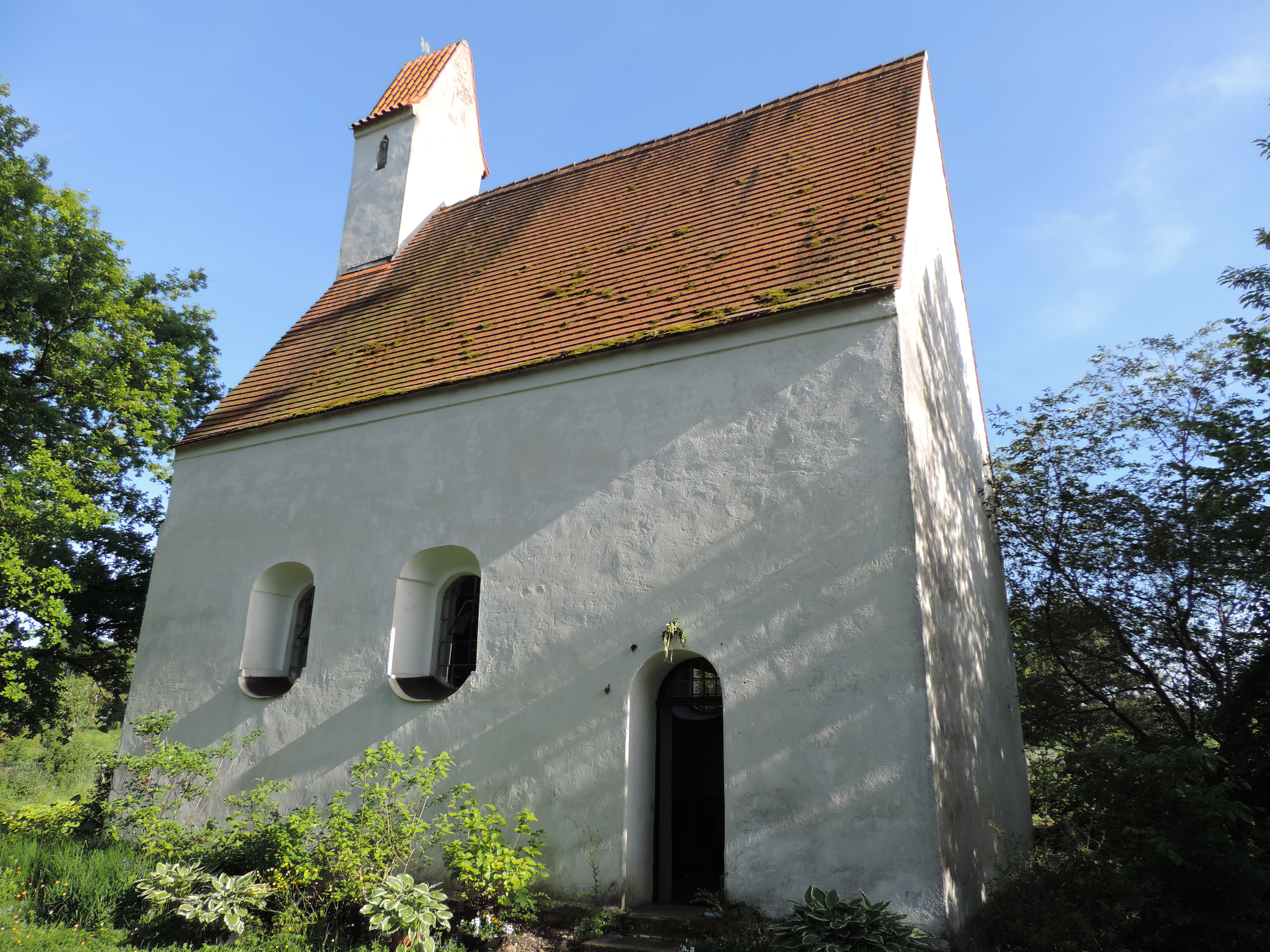
Kirche St. Ulrich in Weichenberg

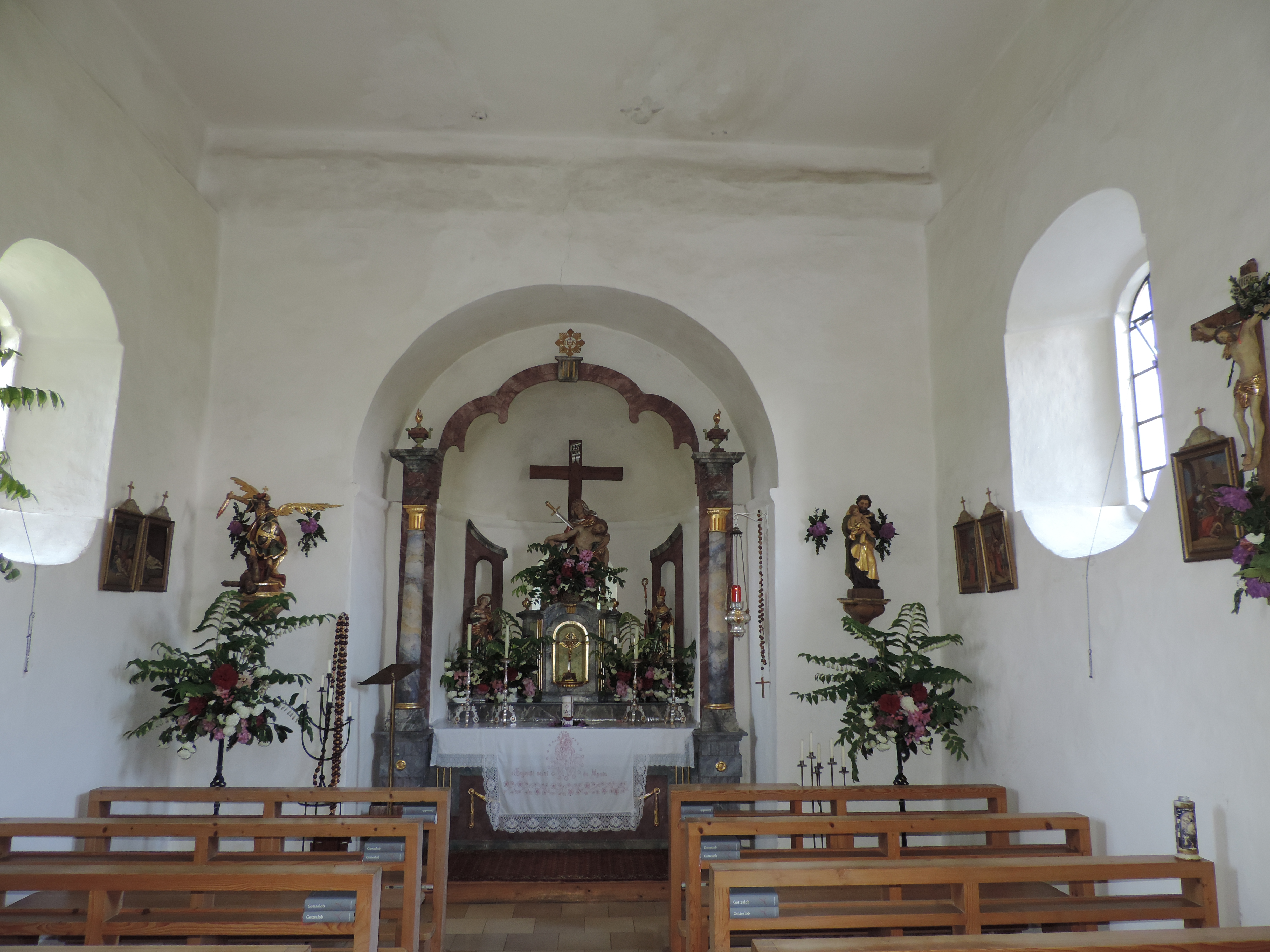
Innenansicht

Die katholische Filialkirche St. Ulrich in Weichenberg, einem Gemeindeteil von Aindling im schwäbischen Landkreis Aichach-Friedberg in Bayern, wurde im 13. Jahrhundert errichtet und im 17./18. Jahrhundert verändert. Die dem heiligen Ulrich geweihte Kirche ist ein geschütztes Baudenkmal.
Der spätromanische Rechteckbau besitzt einen Dachreiter. Bei der Renovierung in den 1970er Jahren wurden Fragmente von Wandmalereien freigelegt. An der eingezogenen, halbrunden Apsis ist außen ein Bogenfries zu sehen.